# Мёрфи, Адриенна
Адриенна Мёрфи (род. 11 октября 1990, Клондолкин Ирландия) — ирландская модель, победительница конкурса красоты Мисс Ирландия 2012, представила свою страну на конкурсе Мисс Вселенная 2012
Мёрфи сначала выиграла титул Мисс Данделион. Она происходит из рабочего класса города Клондолкин, потом победила в конкурсе Мисс Вселенная Ирландия 2 ноября 2012. Потом участвовала в конкурсе Мисс Вселенная 2012 в Лас-Вегасе в декабре 2012.

## Жизнь и карьера
Мерфи — студентка факультета рекламы и маркетинга в Ирландии, а также продолжает модельную карьеру.